# Kożurła
Kożurła (ros. Кожурла) – wieś (sieło) w Rosji, w obwodzie nowosybirskim, w rejonie ubińskim. W 2010 liczyła 1218 mieszkańców.